# Scott Putesky
Scott Mitchell Putesky, známý spíše pod jménem Daisy Berkowitz (28. dubna 1968 – 22. října 2017), byl americký hudebník, textař, umělec avizuální producent. Nejvíce se proslavil založením kapely Marilyn Manson, ve které působil od jejího založení v roce 1989 do roku 1996, kdy ze skupiny odešel kvůli rozdílným názorům. Dále pak působil pod svým jménem SMP a v roce 1998 se přidal ke kapele Jack Off Jill, se kterou byl do roku 2000. V roce 1999 však začaly jeho spory s Mansonem, kterého žaloval kvůli nevyplaceným odměnám za desku Antichrist Superstar. Jeho přezdívka se skládá z jmen Daisy Duke a David Berkowitz.
Zemřel ve věku 49 let po čtyřletém boji s rakovinou tlustého střeva.